# Christopher Bainbridge
Christopher Bainbridge (Hilton, Westmorland. 1462 vagy 1463 – Róma, 1514. július 14.) angol bíboros, 1508 és 1514 között York érseke.

## Családja és oktatása
Bainbridge Reginald Bainbridge és Isobel Langton hat gyermeke közül a legidősebbként született. Az apai családi gyökerei az észak-yorkshire-i Bainbridge-ig vezethetők vissza. Anyja részéről Bainbridge Thomas Langton unokaöccse volt, aki több püspöki hivatalt is betöltött. A nagybátyja biztosította Bainbridge oktatását és szakmai előmenetelét. 1479-ben felszentelés nélkül kapott búcsút. 1486-ban magiszternek nevezték ki. Kicsit később Itáliába ment, és Ferrarán keresztül először Bolognába ért, ahol 1492. október 24-én polgári jogi doktorátust szerzett. Később a kánonjog doktora címet is elnyerte.

## Hivatali háttere
Jó családi kapcsolatainak köszönhetően 1478. október 26-án kinevezték vicariusnak a londoni Eastcheapben található St. Leonard's Church-be. Miután 1492-ben doktorált, Rómába utazott, ahol 1492 és 1494 között tartózkodott. 1493 januárjában kamarásnak nevezték ki az ottani angol ispotályba. Hazatérése után, 1496-ban az Oxfordi Egyetem Queen's College prépostjává nevezték ki. 1497-ben VII. Henrik kamarásává nevezték ki. 1498–99-ben bíróként dolgozott. 1504. november 13-án átvette a tekercsmesteri posztot, és 1505. január 20-án felvették a Lincoln's Innbe. Az angol egyházon belül Bainbridge viszonylag gyorsan emelkedett. Így 1503. december 21-en York dékánjává emelték. A királyi családdal való jó kapcsolatának köszönhetően megkapta 1505. november 28-án ugyanezen a pozíciót a windsori kastély Szent György-kápolnájában is. Végül 1507. augusztus 27-én nevezték ki Durham püspökévé. December 12-én iktattak be. Az elhunyt York érseke helyére 1508. szeptember 22-én került. VIII. Henrik angol király megkoronázása után nagykövetévé nevezte ki II. Gyula pápához. Rómába érkezése után. 1509. november 24-én fő feladatának tekintette, hogy Anglia számára Franciaországgal szemben megnyerje a pápát. Ez azonban csak részben sikerült neki. Diplomáciai feladatai mellett ismét az angol ispotályt irányította, és védőként részt vett a római Sacra Rota előtti perekben. 1511. március 11-én bíborossá kreálták, majd 22-én a Ferrara elleni sikeres támadásra rendelték, és részt vett Bologna sikertelen védelmében ugyanazon év májusában. Ennek ellenére az év októberében Vetralla kormányzója lett. December 22-én a római Santa Praxedis bíborosává nevezték ki. A következő év júniusában a pápa Reggio Emilia székesegyházának priorjává emelte. Az 1513. márciusi pápaválasztáson Bainbridge szavazásra jogosult volt. Fabrizio del Carrettóra szavazott, és maga is kapott két szavazatot az első szavazáson. Részt vett az ötödik lateráni zsinaton is. Megpróbálta megszerezni X. Leó pápától a „legkeresztényebb király” címet Henrik király számára, amelyet Franciaország Lajos királya elveszített a pápa elleni háborúval, de az 1514-es béke meghiúsította ezt a tervét.

## Pártfogása
A reneszánsz korszakban megszokottakkal ellentétben Bainbridge a római Kúrián elfoglalt kiemelkedő pozíciója és az ebből eredő anyagi lehetőségek ellenére viszonylag kevéssé volt aktív a művészetek és a kultúra mecénásaként. Igaz, 1512 és 1514 között ő vállalta a Pasquino-versek kiadásának költségeit, de inkább az oktatás iránt érdeklődött. Végrendeletében vagyonának egy részét a Queen's College-ra hagyta, és a jelek szerint annak fennmaradó részét saját iskola alapítására akarta fordítani.

## Halála és öröksége
Bainbridge halálának körülményei a mai napig tisztázatlanok, miután 1514. július 14-én rejtélyes körülmények között elhunyt. Állítólag egy Rinaldo de Modena nevű olasz pap mérgezte meg, aki a sáfárjaként (vagy ösztöndíjasaként) működött, bosszút állva egy pofonért, amelyet az indulatos bíboros mért rá. A tények viszont arra utaltak, hogy a bűncselekményt szolgája Silvestro de Gigli, Worcester püspöke, a helyi angol nagykövet ösztönzésére követte el, de Giglit felmentette Richard Pace és John Clerk tanúvallomása, akik Angliából elkísérték a főpapot. Később valaki súlyos kínzások alatt bevallotta tettét. A temetésre az angol ispotály kápolnájában került sor, amely ma a Pápai Angol Kollégium része. A canterbury-i Szent Tamás-templomban ma is áll márvány síremléke.
Az általa Rómában felhalmozott vagyon és pénz nagyrészt eltűnt. Csak egy érseki misekönyv, amely jelenleg a Cambridge-i Egyetemi Könyvtár birtokában van, és két gyertyatartó, amelyek VIII. Henrik címerét viselik, maradt meg.

## Fordítás
Ez a szócikk részben vagy egészben  a   Christopher Bainbridge című német Wikipédia-szócikk ezen változatának fordításán alapul.  Az eredeti cikk szerkesztőit annak laptörténete sorolja fel. Ez a jelzés csupán a megfogalmazás eredetét és a szerzői jogokat jelzi, nem szolgál a cikkben szereplő információk forrásmegjelöléseként.